# Nematòfits
Els Nematophyta són un grup d'organimes terrestres, probablement plantes (malgrat que la seva bioquímica és consistent amb l'afinitat a les algues), es coneixen en el registre fòssil des del Silurià fins a principis del Devonià al jaciment escocès de Rhynie chert. El gènere tipus és Nematothallus, que va ser descrit per Lang el 1933, a qui va semblar que podria ser una planta amb un tal·lus tubular i esporòfits coberts per una cutícula.
La manca d'una definició clara dels Nematophyta ha portat a que sigui usat com un calaix de sastre de tàxons d'aquella època al voltant del Silúric fent del terme "Nematophytic" més un terme per establir la ignorància que no pas amb significat científic rigorós.